# امیر امان‌الله سترک دره شوری
امیر امان‌الله سترک دره شوری سیاست‌مدار ایرانی بود، که در دوره بیست و چهارم مجلس شورای ملی بعنوان نماینده سمیرم از استان اصفهان در مجلس شورای ملی حضور داشت.